# Linea BMT Broadway
La linea BMT Broadway è una linea, intesa come infrastruttura, della metropolitana di New York situata a Manhattan che corre sotto Broadway. Essendo una trunk line, ovvero una delle linee principali della rete, i services che la utilizzano, ovvero le linee N, Q, R e W, sono contrassegnati con il colore giallo girasole.

## Storia
Il 31 dicembre 1907, la New York Public Service Commission approvò i piani per quella che all'epoca era conosciuta come linea Broadway-Lexington Avenue. Secondo il progetto iniziale la sarebbe iniziata presso Battery Park per poi svilupparsi al di sotto di Greenwich Street, Vesey Street, Broadway, Ninth Street e Lexington Avenue, fino al fiume Harlem. Dopo il passaggio sotto il fiume la linea avrebbe continuato sotto Park Avenue e 138th Street per poi dividersi in due rami, uno sotto Jerome Avenue fino a Woodlawn Cemetery, e l'altro sotto 138th Street, Southern Boulevard e Westchester Avenue fino a Pelham Bay Park.
Agli inizi del 1908, venne formato il piano Tri-borough, combinando questa linea alla costruenda Centre Street Loop Subway a Manhattan, alla Fourth Avenue Subway a Brooklyn, alla Canal Street Subway e ad altre linee a Brooklyn.

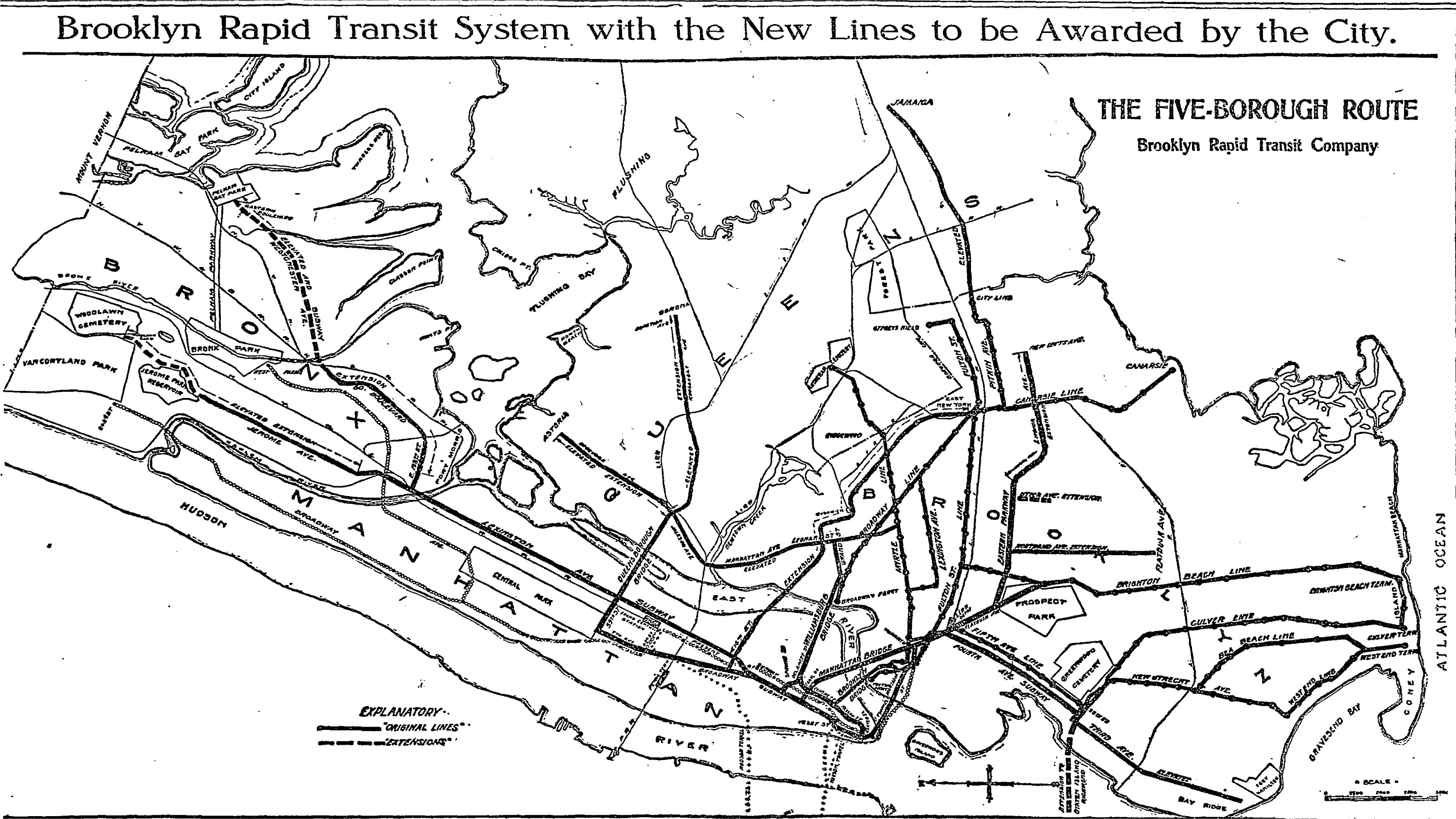
La proposta del 1911 della BRT.

Il 2 marzo 1911, la Brooklyn Rapid Transit Company presentò una posposta alla New York Public Service Commission per il  Triborough System con alcune modifiche: lo spostamento della linea da sotto Greenwich Street a Church Street, una diramazione sotto Broadway, Seventh Avenue, 59th Street e Ninth Street fino al ponte di Queensboro, e la fusione della Canal Street Subway con la linea Broadway.
Il 5 giugno 1911, la città, la Brooklyn Rapid Transit Company e l'Interborough Rapid Transit Company, che aveva costruito la prima linea sotterranea della città, giunsero ad un accordo; la linea sotto Broadway e 59th Street venne assegnata alla BRT, mentre l'IRT ottenne la linea Lexington Avenue, da connettere alla sezione già presente a sud di Grand Central. I lavori sotto Lexington Avenue iniziarono il 31 luglio e sotto Broadway l'anno successivo. Meno di due anni dopo, il 4 marzo 1913, la città, la Brooklyn Rapid Transit Company e l'Interborough Rapid Transit Company firmarono i Dual Contracts.
La prima sezione della linea, dall'estremità nord del ponte di Manhattan fino a 14th Street-Union Square passando per Canal Street, fu aperta il 4 settembre 1917, alle 2 del pomeriggio, con la partenza del treno inaugurale con a bordo i membri della  New York Public Service Commission, i rappresentanti della città, i funzionari della Brooklyn Rapid Transit Company ed altri ospiti invitati. La linea fu poi aperta al pubblico alle 20:00.
Due successivi prolungamenti, uno a nord verso Times Square e uno a sud verso Rector Street furono aperti il 5 gennaio 1918. In seguito, furono aperte altre sezioni, a sud fino a South Ferry-Whitehall Street il 20 settembre 1918, a nord fino a 57th Street il 10 luglio 1919 e a est fino a Lexington Avenue il 1º settembre 1919. Infine, con l'apertura il 1º agosto 1920 dei tunnel 60th Street Tunnel e Montague Street Tunnel sotto l'East River la linea BMT Broadway venne completata.

## Percorso
|  |  |  |  | Unknown route-map component "utSTRc2" | Unknown route-map component "utSTR3+la" | Unknown route-map component "uCONTfq" |

|  | Unknown route-map component "utkSTRc2" | Unknown route-map component "utkSTR3+l" | Water + Unknown route-map component "utABZr+12" | Unknown route-map component "utSTRc34" |

|  |  | Unknown route-map component "utkSTR+1" |  | Unknown route-map component "utSTRc1" | Unknown route-map component "utSTRl+4" | Unknown route-map component "utCONTfq" |

| Unknown route-map component "utCONTgq" | Unknown route-map component "utSTR2+r" | Urban tunnel straight track + Unknown route-map component "utSTRc3" |  |  |  |  |

| Unknown route-map component "utSTRc1" | Unknown route-map component "utSTR2+4" + Urban tunnel station on track | Unknown route-map component "utSTRc3" |  |  |

| Unknown route-map component "utCONTg" | Urban tunnel straight track + Unknown route-map component "utSTRc1" | Unknown route-map component "utSTR2+4" | Unknown route-map component "utSTRc3" |  |

| Urban tunnel straight track | Urban tunnel stop on track | Unknown route-map component "utSTRc1" | Unknown route-map component "utLSTR+4" |  |

|  | Unknown route-map component "utABZgl" | Unknown route-map component "utKRZtu" | Unknown route-map component "utSTR+r" |  |  |  |

|  | Unknown route-map component "utSTRl" | Unknown route-map component "utABZg+r" | Urban tunnel straight track |  |  |  |

|  |  | Unknown route-map component "utACC" | Urban tunnel stop on track |  |  |  |

| Unknown route-map component "utCONTgq" | Unknown route-map component "utHSTq" | Unknown route-map component "utKRZto" | Unknown route-map component "utABZg+lr" + Unknown route-map component "utSTRq" | Unknown route-map component "utCONTfq" |  |  |

| Unknown route-map component "utHSTACC" | Unknown route-map component "utLSTR" |  |

| Unknown route-map component "utCONTgq" | Unknown route-map component "utTHSTtu" + Unknown route-map component "HUBa" | Unknown route-map component "utCONTfq" |  |  |

| Unknown route-map component "utCONTgq" | Unknown route-map component "utTBHFt" + Unknown route-map component "lACC" + Unknown route-map component "HUBe" | Unknown route-map component "utCONTfq" |  |  |

| Unknown route-map component "utLSTR+l" | Unknown route-map component "utTBHFt" + Unknown route-map component "lACC" | Unknown route-map component "utLSTRr" |  |  |

| Urban tunnel stop on track |

| Urban tunnel stop on track |

| Unknown route-map component "utCONTgq" | Unknown route-map component "utTBHFt" + Unknown route-map component "lACC" | Unknown route-map component "utCONTfq" |  |  |

| Urban tunnel stop on track |

| Unknown route-map component "utLSTRl" | Unknown route-map component "utKRZto" | Unknown route-map component "utCONTfq" |  |  |

| Urban tunnel stop on track |  | Unknown route-map component "utLSTR" |

| Urban tunnel straight track | Unknown route-map component "utKRW+l" | Unknown route-map component "utKRWr" |

| Unknown route-map component "utABZg2" | Unknown route-map component "utABZg+l" + Unknown route-map component "utSTRc3" | Unknown route-map component "utCONTfq" |

| Unknown route-map component "d" | Urban tunnel station on track + Unknown route-map component "utSTRc1" + Unknown route-map component "HUBaq" | Unknown route-map component "utSTR2+4" + Urban tunnel station on track + Unknown route-map component "HUBeq" | Unknown route-map component "utdSTRc3" |  |

|  | Urban tunnel straight track | Unknown route-map component "utLSTR" + Unknown route-map component "utSTRc1" | Unknown route-map component "MSTRq" + Unknown route-map component "utSTRl+4e@g" + Unknown route-map component "lhSTRaq" | Unknown route-map component "udWKRZh" | Unknown route-map component "d" + Unknown route-map component "uhSTR+r" |

| Unknown route-map component "cd" |  | Unknown route-map component "utvSHI2gl-" | Unknown route-map component "c" |  |  | Unknown route-map component "uhCONTf" |

| Unknown route-map component "utdBHF" + Unknown route-map component "utv-ENDEe" | Unknown route-map component "uexldBHF" | Unknown route-map component "d" |  |

| Unknown route-map component "utCONTgq" | Unknown route-map component "utKRZto" | Unknown route-map component "utCONTfq" |  |  |

| Unknown route-map component "utCONTgq" | Unknown route-map component "utKRZto" | Unknown route-map component "utCONTfq" |  |  |

| Unknown route-map component "utHSTACC" |

| Urban tunnel stop on track | Unknown route-map component "utLSTR" |  |

| Unknown route-map component "utCONTgq" | Unknown route-map component "utKRZtu" | Unknown route-map component "utABZgr" |  |  |

| Urban tunnel station on track | Unknown route-map component "utLSTR" |  |

| Unknown route-map component "utkSTR2" | Urban tunnel stop on track |  |

|  | Unknown route-map component "utkSTRc1" | Unknown route-map component "utkSTRl+4" + Unknown route-map component "utSTRl" | Unknown route-map component "uWKRZt" | Unknown route-map component "utSTR+r" |

|  |  |  |  | Unknown route-map component "utCONTf" |

### Midtown Manhattan
La linea Broadway inizia presso il 60th Street Tunnel, che collega Queens e Manhattan; i due binari della linea corro quindi in sotterranea sotto 60th Street e 59th Street, dove si trovano le stazioni di Lexington Avenue/59th Street e Fifth Avenue-59th Street, per poi girare verso sud sotto la Seventh Avenue ed arrivare alla stazione di 57th Street-Seventh Avenue.
Proprio presso la stazione di 57th Street-Seventh Avenue, i due binari della linea BMT 63rd Street provenienti da nord si trasformano nei binari espressi della linea. Attualmente il collegamento con questa linea non è utilizzato ma lo sarà in futuro con l'apertura della prima fase della Second Avenue Subway, prevista per dicembre 2016.
La linea, ora con quattro binari, procede al di sotto della Seventh Avenue, dove si trova un'altra stazione, quella di 49th Street, fino all'intersezione con la Broadway, quando la linea si dirige sotto quest'ultima. Sotto Broadway, la linea incrocia a quote superiori le linee IRT Flushing, presso la stazione di Times Square-42nd Street, IND Sixth Avenue, presso la stazione di 34th Street-Herald Square e BMT Canarsie, presso la stazione di 14th Street-Union Square.

### Lower Manhattan
In seguito, presso la stazione di Canal Street, mentre i due binari locali continuano sotto Broadway, serviti da due banchine laterali, i due binari espressi deviano su Canal Street dove, al di sotto delle stazioni sulle linee IRT Lexington Avenue e BMT Nassau Street, si trovano altre due banchine che costituiscono il livello inferiore della stazione. I binari espressi continuano quindi verso il ponte di Manhattan, dove sono affiancati da due binari della linea IND Sixth Avenue, per poi collegarsi con le linee BMT Fourth Avenue e BMT Brighton a Brooklyn
Subito dopo Canal Street, partono altri due binari espressi che terminano al livello inferiore in disuso della stazione di City Hall e che sono attualmente utilizzati come deposito. Dopo la stazione di City Hall e dopo aver incrociato a quota più alta le linee IRT Broadway-Seventh Avenue e IND Eighth Avenue, i due binari locali deviano sotto Church Street e Trinity Place, dove si trovano le stazioni di Cortlandt Street e Rector Street, per poi arrivare presso il capolinea di Whitehall Street.
Questa stazione possiede tre binari e due banchine ad isola, con il binario centrale utilizzato come binario terminale. Due allargamenti della galleria possono essere anche visti, segno di un tunnel sotto l'East River mai realizzato, che si sarebbe dovuto trovare a sud dell'attuale Montague Street Tunnel.
Infine, la linea Broadway si unisce con la linea BMT Nassau Street all'entrata del Montague Street Tunnel, che collega Manhattan con Brooklyn.